# بخش اویلا
شهرستان اویلا (به اسپانیایی: Huila Department) یک سکونتگاه مسکونی در کلمبیا است که در کلمبیا واقع شده‌است.

## خصوصیات
شهرستان اویلا ۱۹٬۸۹۰ کیلومترمربع مساحت و ۱٬۱۲۶٬۳۱۴ نفر جمعیت دارد.